# Indra Sahdan Bin Daud
Indra Sahdan Bin Daud (* 5. März 1979) ist ein singapurischer ehemaliger Fußballspieler, der zuletzt bei Geylang International spielte und Mitglied der singapurischen Fußballnationalmannschaft war.

## Karriere

### Verein
Bin Daud begann seine Karriere bei Geylang United. 2001 wechselte er zu Home United. 2003 war er der erste Spieler aus Singapur, der in der S-League mehr als 100 Tore erzielte. Im selben Jahr verlängerte er seinen Vertrag bei Home United und gilt damit als bestbezahlter Spieler der Liga.
2003 nahm er durch eine Vereinbarung zwischen dem FC Chelsea und Emirates öfters am Training der „Blues“ in London teil.
2008 erzielte er – allerdings gehandicapt durch Verletzungen – in dieser Saison zehn Tore. Nach der ASEAN-Fußballmeisterschaft 2008 lief sein Vertrag bei Home United aus und er wechselte zum Ligakonkurrenten Sengkang Punggol. Bin Daud erzielte während seiner Zeit bei Sengkang Punggol in 22 Spielen elf Tore.
2010 wechselte er zum FC Singapore Armed Forces. Nach zwei Spielzeiten kehrte er wieder zu Home United zurück.

### Nationalmannschaft
Sein Länderspieldebüt machte er am 26. April 1997 gegen Kuwait. Er ist seit dem Rücktritt von Toptorschütze Fandi Ahmad der zuverlässigste Stürmer und bei den Fans ein sehr beliebter Spieler.
Mit der Nationalmannschaft gewann er die ASEAN-Fußballmeisterschaft 1998, 2004 und 2007.
Bei der ASEAN-Fußballmeisterschaft 1998 erzielte er den entscheidenden 1:0-Treffer, der Singapur den Sieg gegen Vietnam und damit den Titel sicherte. Dies war das erste Mal, dass Singapur Südostasienmeister wurde.
2001, als Manchester United seine Asien-Tour bestritt, war Bin Daud der Torschütze bei der 1:8-Niederlage gegen Manchester. Durch seine gute Trefferquote wurde er 2001 bei den Südostasienspielen Torschützenkönig. Bei der ASEAN-Fußballmeisterschaft 2000 und 2002 erzielte er keine Tore.
Bin Dauds spektakulärstes Spiel war 2004 bei der Qualifikation zur WM 2006. Bei der 1:2-Niederlage gegen Japan erzielte er durch einen sehenswerten Treffer den zwischenzeitlichen 1:1-Ausgleich.
Im Mai 2006 erlitt er während des Spiels gegen Malaysia eine schwere Knieverletzung und musste den Rest des Jahres pausieren. Sein Comeback feierte er im Dezember 2006 beim King’s Cup gegen Thailand.
Als der damalige Kapitän der Nationalmannschaft Aide Iskandar wegen eines unschönen Vorfalls für das Freundschaftsspiel gegen die Vereinigten Arabischen Emirate gesperrt wurde, übernahm Bin Daud die Kapitänsbinde für dieses Spiel. Es endete mit einem 1:1-Unentschieden. Nachdem Iskandar kurz vor dem Spiel gegen Tadschikistan seinen Rücktritt aus der Nationalmannschaft bekanntgab, wurde Bin Daud der neue Kapitän. Diese Stellung hatte er bis zum Karriereende inne.
Er bestritt 113 Spiele und erzielte dabei 30 Tore.

## Erfolge
Home United
- S-League: 2003
- Singapore Cup: 2001, 2003, 2005

Nationalmannschaft
- ASEAN-Fußballmeisterschaft: 1998, 2004, 2007

## Auszeichnungen
- Nachwuchsspieler des Jahres in der S-League: 2000, 2001
- Torschützenkönig der Südostasienspiele: 2001
- S-League People’s Choice Award: 2003